# Island Records
Island Records je hudební vydavatelství, které bylo založeno britskými producenty na Jamajce. Společnost byla mnoho let usazena v Británii a v současné době ji vlastní společnost Universal Music Group ze Spojených států a provozuje ji The Island Def Jam Music Group.

## Hudebníci

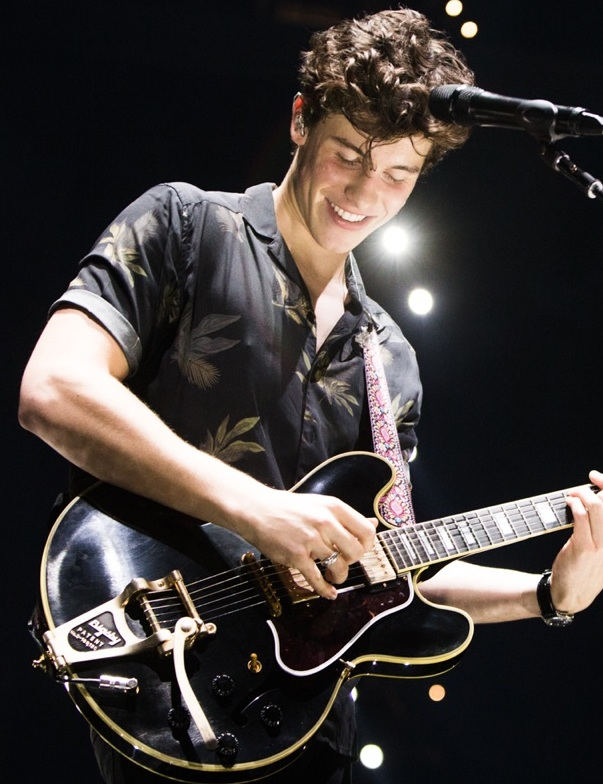
Shawn Mendes

- Shawn Mendes
- Sabrina Carpenter
- Justin Bieber
- Bob Marley & The Wailers
- Chappel Roan
- John Cale
- Jimmy Cliff
- Julian Cope
- The Cranberries
- Ansel Elgort
- Nick Drake
- Eddie & the Hot Rods
- Emerson, Lake & Palmer
- Fairport Convention
- Florence & The Machine
- Marianne Faithfull
- Quinttessence
- Third World
- U2
- Steve Winwood
- Christina Grimmie
- Scarlxrd